# Petrophila longipennis
Petrophila longipennis là một loài bướm đêm trong họ Crambidae.